# Hontangas
Hontangas est une commune d’Espagne, dans la province de Burgos, communauté autonome de Castille-et-León. Cette localité est également vinicole, et fait partie de l’AOC Ribera del Duero.

## Géographie

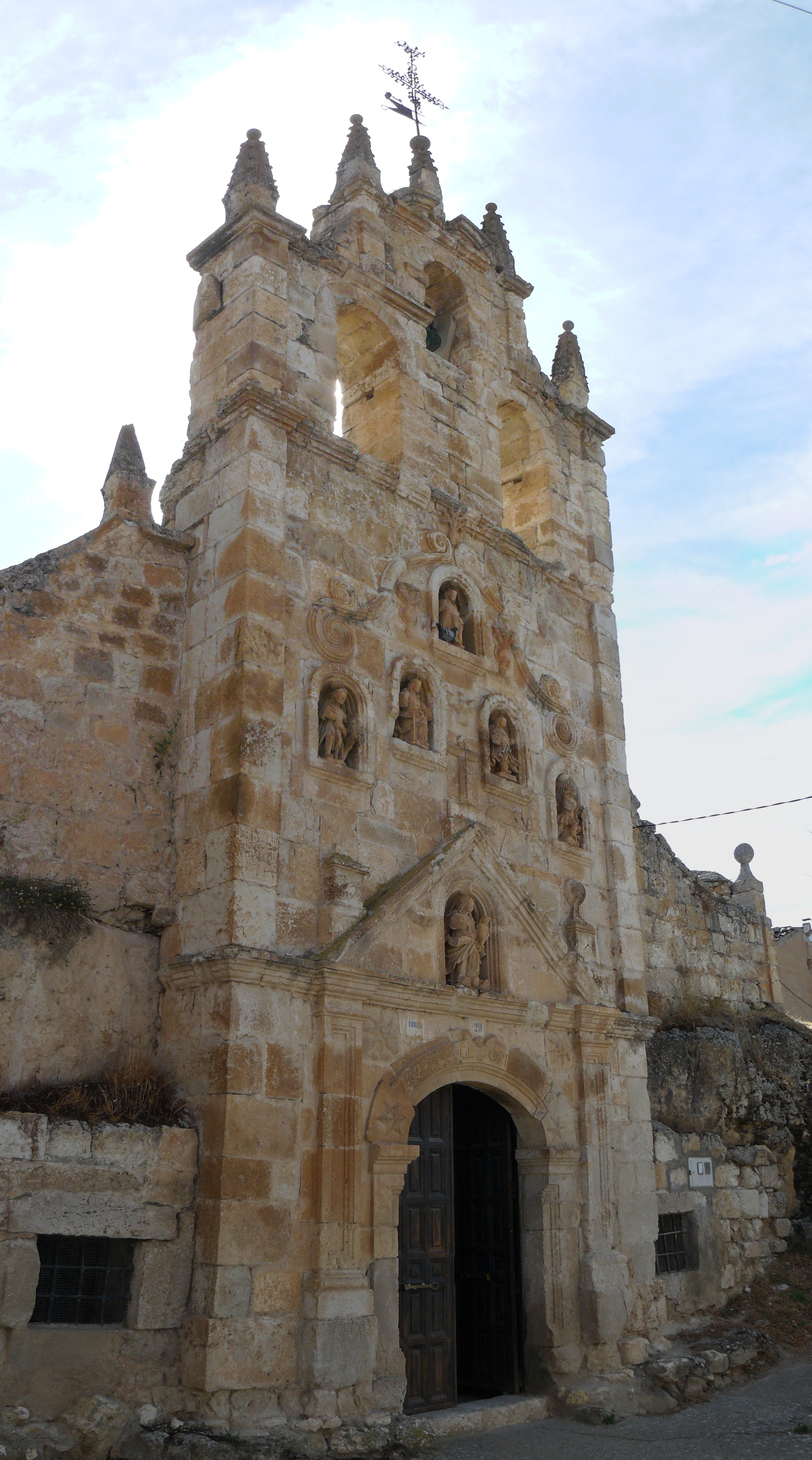
Église de Nuestra Señora de la Cueva.

## Patrimoine
- La petite église de Nuestra Señora de la Cueva, construite dans une grotte, abrite une sculpture romane de la Vierge.

## Source
- (es) Cet article est partiellement ou en totalité issu de l’article de Wikipédia en espagnol intitulé « Hontangas » (voir la liste des auteurs).